# Skua (foguete)

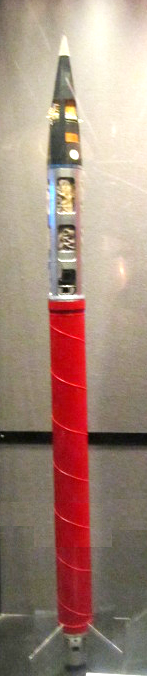
Um foguete Skua em exposição.

Skua, é um foguete de sondagem de origem britânica, fabricado pela empresa Bristol Aerojet Ltd. Ele foi lançado mais de 400 vezes entre 1959 e 1981, sendo 4
variações com pequenas diferenças entre elas: do Skua 1, que usava 3 motores Chick no primeiro estágio, apogeu de 70 km e carga útil de 5 kg, até o Skua 4, que usava 
4 motores Chick no primeiro estágio, apogeu de 140 km e carga útil de 8 kg.

## Características

### Skua 1
O primeiro da série, era um foguete de dois estágios (3 x Chick + 1 x Bantam), movido a combustível sólido, com as seguintes características:
- Altura: 2,44 m
- Diâmetro: 13 cm
- Massa total: 58 kg
- Carga útil: 5 kg
- Apogeu: 70 km
- Estreia: 1 de janeiro de 1962
- Último: 6 de junho de 1973
- Lançamentos: 239

### Skua 2
O segundo da série, era um foguete de dois estágios (4 x Chick + 1 x Bantam), movido a combustível sólido, com as seguintes características:
- Altura: 2,42 m
- Diâmetro: 13 cm
- Massa total: 68 kg
- Carga útil: 5 kg
- Apogeu: 100 km
- Estreia: 13 de fevereiro de 1968
- Último: 9 de dezembro de 1981
- Lançamentos: 166

### Skua 3
O terceiro da série, era um foguete de dois estágios (4 x Chick + 1 x Bantam), movido a combustível sólido, com as seguintes características:
- Altura: 2,80 m
- Diâmetro: 13 cm
- Massa total: 75 kg
- Carga útil: 5 kg
- Apogeu: 120 km
- Estreia: 9 de dezembro de 1969
- Último: 28 de janeiro de 1976
- Lançamentos: 14

### Skua 4
O último da série, era um foguete de dois estágios (4 x Chick + 1 x Bantam), movido a combustível sólido, com as seguintes características:
- Altura: 2,80 m
- Diâmetro: 13 cm
- Massa total: 83 kg
- Carga útil: 7,5 kg
- Apogeu: 140 km
- Estreia: 19 de janeiro de 1974
- Último: 9 de dezembro de 1981
- Lançamentos: 10